# Peach Girl
Peach Girl (jap. ピーチガール, Pīchi Gāru) ist eine abgeschlossene Manga-Serie der japanischen Zeichnerin Miwa Ueda, die von 1997 bis 2003 erschien. Sie ist dem Shōjo-Genre zuzuordnen und dreht sich um die Beziehungsprobleme einer Gruppe japanischer Schülerinnen und Schüler. 2005 wurde sie als Anime-Fernsehserie adaptiert. Der Name der Serie ist eine Anspielung auf den Namen der Hauptfigur Momo Adachi (japanisch 桃 momo bedeutet „Pfirsich“, englisch peach).

## Charaktere
Momo Adachi (安達もも, Adachi Momo)
Da Momo zu Beginn des neuen Schuljahres einige Wochen krank war, hat sie außer Sae keine Freunde. Wegen ihrer dunklen Haut und ihrer hellen Haare wird sie häufig für ein typisches Kogal gehalten – schön, dumm und leicht zu haben. Da Momo sehr schnell braun wird, traut sie sich auch trotz ihres großen Talents nicht, der Schwimmgruppe beizutreten. Sie ist von ganzem Herzen in Tōji verliebt, was ihr Sae aber nicht gönnt.
Kazuya Tōjigamori (東寺ヶ森一矢, Tōjigamori Kazuya, häufig „Tōji“ genannt)
Seit der Mittelstufe ist Tōji Momos Schwarm. Auch wenn er sich nach außen hin cool gibt, ist er eigentlich eher schüchtern, und für die Mädchen der Schule scheint er unerreichbar. Nicht zuletzt deswegen hat Momo ihm zu Beginn ihre Liebe noch nicht gestanden.
Kairi Okayasu (岡安浬, Okayasu Kairi)
Kairi ist ein Mädchenschwarm. Er lässt keine Gelegenheit aus, um an neue Telefonnummern und Verabredungen heranzukommen. Er ist nie in einer festen Beziehung, hat aber immer Dutzende Verehrerinnen. Zu seinem Bedauern gehört Momo aber zu Beginn nicht zu ihnen.
Sae Kashiwagi (柏木紗絵, Kashiwagi Sae)
Sae ist Momos einzige Freundin und gleichzeitig ihre größte Widersacherin. Sie ahmt Momo nach, stört ihre Beziehungen und sabotiert sie, wo es nur geht.
Ryō Okayasu (岡安涼, Okayasu Ryō)
Er ist Kairis älterer Bruder. Er ist genau wie sein Bruder ein Mädchenschwarm. Obwohl er Kairis Bruder ist, ist er gleichzeitig sein größter Feind. Ryō hat Kairi bis jetzt jede Freundin ausgespannt.
Misao Aki (安芸操, Aki Misao)
Ist Ärztin an Momos Schule. Früher, als sie studierte, war sie in derselben Klasse wie Ryō und wurde dadurch Kairis Hauslehrerin. sie war auch einmal eine Zeit mit Ryō zusammen.

## Veröffentlichungen
In Japan erschien Peach Girl von 1997 bis 2003 in Einzelkapiteln im Manga-Magazin Bessatsu Friend des Kōdansha-Verlags. Diese Einzelkapitel wurden auch in 18 Sammelbänden zusammengefasst, von denen der letzte im Februar 2004 veröffentlicht wurde.
Auf Deutsch erschien die Serie ab 2002 bei Egmont Manga & Anime, zunächst in Einzelkapiteln im monatlich erscheinenden Magazin Manga Power. Von Mai 2003 bis Februar 2007 kam die Serie im Abstand von zwei Monaten vollständig im Taschenbuchformat heraus.
Die Handlung der Serie wurde im dreibändigen Manga Ura Peach Girl (裏ピーチガール) fortgesetzt, der das Leben der Hauptfiguren Momo und Kairi nach der Schulzeit an der Universität beschreibt. In Japan erschienen die drei Bände von 2005 bis 2006, ebenfalls bei Kōdansha. Zwischen Juli 2007 und März 2008 erschien die Serie bei Egmont Manga & Anime auf Deutsch.
Ab dem 12. August startet ein weiterer Nachfolger unter dem Titel Peach Girl Next in Kōdanshas Magazin Be Love. Der Manga soll zehn Jahre nach der Originalhandlung spielen.

## Verfilmung
Studio Comet produzierte auf der Grundlage des Mangas eine Anime-Serie mit 25 Folgen und einer Länge von zirka 22 Minuten. Diese wurde vom 8. Januar 2005 bis zum 25. Juni 2005 auf dem Fernsehsender TV Tokyo ausgestrahlt.

## Auszeichnungen
Ueda Miwa erhielt für Peach Girl 1999 den Kōdansha-Manga-Preis in der Shōjo-Kategorie.